# 岩永哲哉
岩永 哲哉（いわなが てつや、1970年6月24日 - ）は、日本の男性声優。東京都武蔵野市吉祥寺出生、杉並区出身。

## 経歴
子供の頃にラジオ番組『アニメトピア』を聞いて声優を志す。家族には「反対はされず、思うようにさせてくれました、感謝してます」と語っている。
日本ナレーション演技研究所卒業。
以前はアーツビジョン、ミディアルタ エンタテインメントワークス、マック・ミックに所属していた。
2012年4月1日より再々度フリーで活動。

## 人物・エピソード
ソプラノの声であり、役柄としては、弱気で繊細な少年役が多い。

### 声優以外の活動
- 1991年に、森川智之、高木渉とともに「GETDO`S」というユニットを組み、出演作品の『ゲンジ通信あげだま』の挿入歌を歌った。同時期に同じ出演作品でもある『あしたへフリーキック』でも共演している。
- 2000年まで関智一と「王子とお頭」というユニットでイベントをやっていた。小説の執筆活動もしたことがあり、月刊誌のコラム、自費出版、CDのプロデュースなどの経験もある。
- 2012年にサウンドトラックハイスクール・オーラバスターREUNION-0のボイスゲストを担当する。後にも通販用のハイスクール・オーラバスター関連のCDに幾度か出演している。
- 2019年8月より怪談声優として活動を開始する。同年にかないみか、水沢史絵とともに怪談イベントを開催する。

### 交友・共演
日本ナレーション演技研究所では白鳥由里と同期であった。声優の冬馬由美とは『アンジェリーク』関係のイベントやフリートークなどで「哲くん」と呼び合うほど仲がいい。なお、『アンジェリーク』のみならず、NHK教育で放送されていた海外ドラマ『愉快なシーバー家』の吹き替えでも兄妹役で共演していた。岩永本人がラジオ番組を持ちたいと思ったのは、『エルハザード』の共演者である島津冴子の影響によるものである。
同じ声優の平松晶子と寿司屋にて、岩永の隣に座っていたタバコを吸っていた中年の女性に「ケムいな〜、マダム・ヤーン！」と言い、平松に「早く出よう」と言われて一緒に寿司屋を出たというエピソードがある。ラジオ番組で同じ声優の小桜エツコにもこのことでつっこまれた。岩永がマック・ミックに所属してから初めての出演となる『DARKER THAN BLACK -流星の双子-』では、映像特典で平松と共演している。
2011年1月より放映された『魔法少女まどか☆マギカ』の出演以降、岩男潤子のWeb番組にゲストで呼ばれるなど共演する機会が多くなり、逆に『岩永哲哉とジェーニャの情熱教室』でも岩男潤子がゲストに登場し、「継続は力なり」という言葉に感銘を受ける。2011年5月21日放送の『岩男潤子のSweet Tweet Time』にて、『まどか☆マギカ』で同じ共演者である後藤邑子、虚淵玄のメッセージを岩男に伝える。10月26日に発売された岩男のCDを購入したことで、ブログやツイッターにて応援のメッセージを送った。
2011年後半より東京スクールオブミュージック専門学校でのフリートークやヴォイスドラマなどの仕事を担当することが比較的多くなる。また、2012年2月11日より声優のジェーニャとともにWebラジオ番組を持つようになる。
2015年のアンジェリークメモワール2015のイベントの何日か前にカラオケの鉄人にて私市淳とカラオケをし、その際に『アンジェリーク』のキャラクターのコースターをもらうキャンペーンがあったが、エルンストのコースターをもらう。そのエルンストのコースターを同じ声優の森川智之にプレゼントをした。後にも『アンジェリーク』関連のカラオケのキャンペーンがあったら私市と共にカラオケに行くこともある。
若い頃は『魔法の天使クリィミーマミ』のファンであり、それがきっかけで同じ声優である島津冴子のイベントに参加することになる。
自分の趣味などが合ったりすると酒を飲みに誘う傾向があり、特に同じ声優のかないみかとは仲が良く、「みかちゃん」と呼んでいる。
声優の養成所時代にアルバイトをしていた際、同じ声優仲間である林原めぐみにねぎらいの言葉をかけられたことがある。
『新世紀エヴァンゲリオン』の収録時期とクリスマスが重なったために盛り上げようとしてサンタクロースのコスプレをしてスタジオに来たが、終盤の収録で重苦しい雰囲気のために一切相手にされなかったことがある。周囲の反応も同じ共演者である山寺宏一に小声で「てっちゃん」とつぶやかれた程度だった。その後、共演者である声優の関智一と漫才をしたことで王子とお頭のユニットを組むきっかけとなる。
『ヱヴァンゲリヲン新劇場版:破』の打ち上げパーティーの際に、緒方恵美、野田順子と3人でビンゴゲームの司会を担当した。
『スクライド』の打ち上げの際のビンゴゲームにて、ガンダムシリーズの劇場版のブルーレイディスクを当てる。そして酔った勢いで「俺の雅世〜」とツイッターで叫ぶ。さらに声優の津久井教生、倉田雅世、脚本家の兵頭一歩などが集まっての打ち上げの際に拍車がかかっている。
俳優の江上真悟とは毎週酒を飲む仲であり、Webラジオ番組『情熱教室』にてゲスト出演させている。そして、2012年8月25日に江上真悟の誕生会にも出席している。

### 趣味・特技
声帯模写が得意で、『声優王国』では『神秘の世界エルハザード』シリーズで共演した置鮎龍太郎の声真似を披露していた。1995年に放送された声優専門番組の『声♥遊倶楽部』でも徳丸完や高木渉の物真似も披露していた。また特にものまねしなくても声質が菊池正美によく似ており、自分でも認めている。
ウォーキングを常に行っている。登山が特技である。

### 嗜好
大好物はシュークリーム、サクラティー、かるかん、バウムクーヘン、シャブリ、塩大福、黒豆茶、ビール、明太子うどん、スシローの寿司、りくろーおじさんのチーズケーキ。
歌では玉置浩二の『田園』、マユミーヌのまねきねこダックの歌を気に入っている。
怪談が好きで、公式ブログでは夏に怪談ブログを書く。2011年8月21日放送の『岩男潤子のSweet Tweet Time』のゲスト出演がきっかけでブログにて自身のことを「怪談声優」と名乗る。稲川淳二の大ファンでもあり、「座長」と呼んでいる。メルパルクホールは稲川の公演に使われるので、岩永にとっては聖地らしい。2008年5月24日、25日に行なわれたオトメイトパーティーで、「メルパルクホールを聖地にしよう」とコメントをしたが、共演者の成田剣は苦笑いをしていた。
熟女好きだと告白していて、歌手の山本リンダが好きとのこと。
遊戯王マンチョコを数個購入してはラーの翼神龍のシールを手に入れることができたので「ラーあり」と喜んでいた。逆になかった場合は「ラーなし」という。

### その他
- 小学生の頃、『サイボーグ009』ファンクラブに入っていた。
- 中学校の頃は「王子」と呼ばれていたという。
- 『新世紀エヴァンゲリオン』のオーディションにて碇シンジ役を受けたが、結局相田ケンスケ役で受かり、『遊☆戯☆王デュエルモンスターズ』にてバクラ役でオーディションを受けたが代わりにマリク役で受かるなど、受けたい役と別の役に受かるケースが多かった。
- 2012年より『情熱教室』などの顔出し番組を皮切りに7月20日よりひかりTVにて放送された『アニメのキカク』に出演するなど顔出し出演が活発になる。
- 若いころは肌が白いことやいたずら好きなことから「白い悪魔」と呼ばれていた。
- 2013年1月より「岩永哲哉声優教室」と称して声優志望の人たちの育成業を開始する。発声練習をしたい人、市議会議員や県会議員などにも講義を行っている。

## 出演
太字はメインキャラクター。

### テレビアニメ
1990年
- RPG伝説ヘポイ（1990年 - 1991年、兵士B、村人A、ハニワキャッスル、ダンシャーク、メパチクリ 他）

1991年
- 緊急発進セイバーキッズ
- ゲンジ通信あげだま（1991年 - 1992年、鈴木）
- ゲッターロボ號（通信員）
- まじかる☆タルるートくん（男生徒）
- 横山光輝 三国志

1992年
- あしたへフリーキック（エイブ・グリーン）
- キテレツ大百科（男の子C、サラリーマン）
- 伝説の勇者ダ・ガーン（調査員）
- 幽☆遊☆白書

1993年
- 蒼き伝説シュート!（1993年 - 1994年、沢口、高橋克久）
- 疾風!アイアンリーガー（空手リーガー）
- ドンラゴン（ダジャレー）

1994年
- 銀河戦国群雄伝ライ（魏相如、大覚屋英心）
- ゴールFH
- 3丁目のタマ うちのタマ知りませんか?（クロ、ポチの主人、たっちゃん）
- 白雪姫の伝説（1994年 - 1995年、ジョリー、ペック）
- ジャングルの王者ターちゃん（マスクマン）
- とっても!ラッキーマン（1994年 - 1995年、スーパースターマン / 目立たがる）
- 覇王大系リューナイト（1994年 - 1995年、チンピラB、兵士C、海賊B、部下A、部下、邪竜兵A）
- メタルファイター・MIKU（カメラマン、男の子、レフリーメカ）
- モンタナ・ジョーンズ（ジャン）
- 勇者警察ジェイデッカー（係員）

1995年
- 恐竜冒険記ジュラトリッパー（オタク）
- カラオケ戦士マイク次郎（店員）
- 空想科学世界ガリバーボーイ（マルチス）
- クレヨンしんちゃん（1995年 - 2023年、つよし、子スズメ隊、おまわりさん、稲垣拓哉、客、靴屋さんの店員 他）
- 獣戦士ガルキーバ（神城桃矢）
- 十二戦支 爆烈エトレンジャー（ジョージ君、ピノキオ）
- 新世紀エヴァンゲリオン（1995年 - 1996年、相田ケンスケ、ゼーレの声、技術局要員）
- 神秘の世界エルハザード（1995年 - 1996年、水原誠）
- スレイヤーズ（ハラスライズ）
- それいけ!アンパンマン（1995年 - 2001年、バロンヤッキー）
- ちびまる子ちゃん（高校生）
- ドラゴンボールZ（若き日の老界王神）
- 美少女戦士セーラームーンSuperS（ゴムマリオ）
- ビット・ザ・キューピッド（イカロス）
- BLUE SEED（室員C）
- モジャ公（生徒）
- ヤンボウ ニンボウ トンボウ（ユン）
- ロミオの青い空（ベナリーボ）

1996年
- H2（佐川テツ）
- 快傑ゾロ（兵士）
- きこちゃんすまいる（バク）
- ドラえもん（テレビ朝日版第1期）（タカシ、ヒロイもん、レポーター、侍 他）
- バーチャファイター（リオン・ラファール）
- はじめ人間ゴン（オウム）

1997年
- ガンバリスト! 駿（大池）
- 吸血姫美夕（町山延生）
- 超魔神英雄伝ワタル（ガク）
- 手塚治虫の旧約聖書物語（イサク）
- 忍たま乱太郎（1997年 - 2025年、鬼蜘蛛丸、旅人B、雪鬼〈代役〉、足軽A、忍者、義丸〈代役〉）
- 爆走兄弟レッツ&ゴー!!WGP（ピコ）
- フォーチュン・クエストL（1997年 - 1998年、トラップ）
- ポケットモンスター（リカオ）
- MAZE☆爆熱時空（レイリック）
- YAT安心!宇宙旅行（ペパード）
- ルパン三世 ワルサーP38（ビッキー）

1998年
- 異次元の世界エルハザード（水原誠）
- ガサラキ（1998年 - 1999年、北沢淳）
- こちら葛飾区亀有公園前派出所（光）
- 聖ルミナス女学院（木島海平）
- 中華一番!（サンチェ〈2代目〉）
- トライガン（ジュリアス）
- Night Walker -真夜中の探偵-（滝隆一）
- 発明BOYカニパン（フォカッチャ）
- プリンセスナイン 如月女子高野球部（夏目誠四郎）
- Bビーダマン爆外伝（ダークジコロ）
- 魔法のステージファンシーララ（今市くん）

1999年
- イソップワールド（ウサギのリーダー）
- 週刊ストーリーランド（1999年 - 2001年、社員、佐藤大輔、鈴島勇二、松下祐一、客）
- 風雲!戦国を駆ける武将 〜アニメ静岡県史〜（徳川家康〈青年期〉）
- ビックリマン2000（聖ハットトリック）

2000年
- 金田一少年の事件簿（小椋顕人）

2001年
- 学園戦記ムリョウ（ナンパ君）
- ジャングルはいつもハレのちグゥ（ウイグル）
- スクライド（橘あすか）
- 破壊魔定光（トール）
- 遊☆戯☆王デュエルモンスターズ（2001年 - 2004年、マリク・イシュタール）

2002年
- 激闘!クラッシュギアTURBO（2002年 - 2003年、シェーン・ファイアスティン）
- 名探偵コナン（2002年 - 2021年、久米好継、久坂雄一、大橋努、狩谷叡祐、中里秀彦、岩貞和明、夏川洋二）

2003年
- 攻殻機動隊 STAND ALONE COMPLEX（J・D）
- 冒険者（ディエゴ）

2006年
- ツバサ・クロニクル（蒼石）

2007年
- あたしンち（店員A、医者）
- 恋する天使アンジェリーク〜かがやきの明日〜（聖獣の緑の守護聖セイラン）
- エル・カザド（オカマB）

2008年
- カイバ（キチ、ケラ、ボリ）
- ケロロ軍曹（第2の男）
- シゴフミ（菊川公一）

2011年
- 魔法少女まどか☆マギカ（鹿目知久）

2012年
- エリアの騎士（マネージャー）

2014年
- 名探偵コナン 江戸川コナン失踪事件 〜史上最悪の2日間〜（桜井）

2018年
- 魔法少女 俺（改造人間五鋼 / 藤本五鋼）

### 劇場アニメ
1993年
- 銀河英雄伝説 新たなる戦いの序曲（タナンチャイ）

1994年
- キャプテン翼 最強の敵!オランダユース（沢田タケシ、Y・レンセンブリンク）

1995年
- MEMORIES「最臭兵器」（信男の弟）

1996年
- APO APOワールド ジャイアント馬場90分一本勝負（保志）

1997年
- クレヨンしんちゃん 暗黒タマタマ大追跡（五郎兵衛）
- 幕末のスパシーボ（政吉）

1998年
- ザ☆ドラえもんズ ムシムシぴょんぴょん大作戦!（タガメロボB）

1999年
- クレヨンしんちゃん 爆発!温泉わくわく大決戦（ジョー）

2000年
- クレヨンしんちゃん 嵐を呼ぶジャングル（航海士B）

2007年
- ヱヴァンゲリヲン新劇場版:序（相田ケンスケ）

2009年
- ヱヴァンゲリヲン新劇場版:破（相田ケンスケ）

2011年
- スクライド オルタレイション TAO（橘あすか）

2012年
- 劇場版 魔法少女まどか☆マギカ [前編] 始まりの物語（鹿目知久）
- 劇場版 魔法少女まどか☆マギカ [後編] 永遠の物語（鹿目知久）
- スクライド オルタレイション QUAN（橘あすか）

2013年
- 劇場版 魔法少女まどか☆マギカ[新編] 叛逆の物語（鹿目知久）

2019年
- タマ&フレンズ〜タマとふしぎな石像〜（クロ）

2021年
- シン・エヴァンゲリオン劇場版𝄇（相田ケンスケ）

### OVA
時期不明
- FIGHT!!（陽之助の友人）

1991年
- ここはグリーン・ウッド（寮生F）
- 天空戦記シュラト 創世への暗闘（サラリーマン）

1992年
- 超時空要塞マクロスII -LOVERS AGAIN-
- ドン 極道水滸伝（太一）
- はいすくーる仁義（米田明）
- 破妖の剣
- 万能文化猫娘（男B）
- 放課後のティンカー・ベル（笹本一弘）

1993年
- アイドル防衛隊ハミングバード
- ザ・コクピット（銃手B）
- 流星機ガクセイバー（1993年 - 1994年、鈴木）
- 横浜ばっくれ隊（比留川）

1994年
- I・R・I・A ZEIRAM THE ANIMATION（係員A）
- おさかなはあみの中（テル）
- 湘南純愛組!（佐藤昌実）
- マクロスプラス
- リカちゃんとヤマネコ 星の旅（北極星）

1995年
- 神秘の世界エルハザード（水原誠）
- YAMATO2520（下士官）

1996年
- バイストン・ウェル物語 ガーゼィの翼（千秋クリストファ）
- 機動戦士ガンダム 第08MS小隊（男B）
- 鉄腕バーディー（千川つとむ）
- 転校生（山下聡史）
- 特攻服狂走曲
- Ninja者（役人）
- FAKE（JJ）

1997年
- 神秘の世界エルハザード2（水原誠）
- 真奈美&ナミ スプライト（高村徹）

1998年
- ガラスの仮面 千の仮面を持つ少女（助監督）

1999年
- ハイスクール・オーラバスター（里見十九郎）
- るろうに剣心 -明治剣客浪漫譚- 追憶編（清里明良）

2000年
- アンジェリーク 〜白い翼のメモワール〜（感性の教官セイラン）
- 超人ロック ミラーリング（ラン）

2001年
- アンジェリーク 〜聖地より愛をこめて〜（感性の教官セイラン）

2002年
- ジャングルはいつもハレのちグゥ（ウイグル）

2003年
- ジャングルはいつもハレのちグゥ FINAL（ウイグル）

2010年
- DARKER THAN BLACK -黒の契約者- 外伝（クロード）

### ゲーム
1990年
- ダウンタウン熱血行進曲（りき）

1992年
- カラーウォーズ

1993年
- ヴァイ 〜流星の鎧〜（ポトル）
- 宝魔ハンターライム（おくてぱす）

1994年
- 卒業写真（村岡直樹、林健太郎）
- とらべらーず! 伝説をぶっとばせ

1995年
- サイバーボッツ（バオ） - アーケード版
- ストリートファイターZERO（ケン、ガイ）

1996年
- アンジェリークSpecial2（感性の教官セイラン）
- X-MEN VS. STREET FIGHTER（ケン）
- 金田一少年の事件簿 悲報島 新たなる惨劇（金田一一）
- 新世紀エヴァンゲリオン（相田ケンスケ）
- 神秘の世界エルハザード（水原誠）
- スーパーパズルファイターIIX（ケン、ドノヴァン）
- ストリートファイターEX（ケン）
- ストリートファイターZERO2（ケン、ガイ）
- ストリートファイターZERO2 ALPHA（ケン、ガイ）
- 対戦とっかえだま（「ひろし＆ひとみ」のひろし）

1997年
- アルバレアの乙女（ジャン・アンリ・ダッソー）
- グランストリーム伝紀（ジール）
- クリティカルブロウ（ボビー・ロギンズ）
- この世の果てで恋を唄う少女YU-NO（結城正勝）
- 新世紀エヴァンゲリオン 2nd Impression（相田ケンスケ）
- ストリートファイターEX plus（ケン）
- ストリートファイターEX plus α（ケン）
- BSファイアーエムブレム アカネイア戦記編 第2話 赤い竜騎士（ロシェ〈ソシアルナイト〉）
- ポケットファイター（ケン）
- マーヴル・スーパーヒーローズ VS. ストリートファイター（ケン）
- マスター ジ アーク（アーヴィン）
- ミニ四駆 爆走兄弟レッツ&ゴー!!WGP HYPER HEAT（ピコ）
- 魔法学園LUNAR!（アズ）

1998年
- アンジェリーク 天空の鎮魂歌（感性の教官セイラン）
- étude prologue 〜揺れ動く心のかたち〜（天野神吾）※SS版
- 金田一少年の事件簿2 地獄遊園殺人事件（金田一一）
- サウザンドアームズ（バンディガー）
- 新世紀エヴァンゲリオン 鋼鉄のガールフレンド（相田ケンスケ、黒服A、鉄道公安員）
- ストリートファイターZERO3（ケン、ガイ）
- NOëL 〜La neige〜（学生）
- 爆走兄弟レッツ&ゴー!! エターナルウィングス（ピコ）
- ラングリッサーV 〜The End of Legend〜（アルフレッド）

1999年
- アークザラッドIII（アレク）
- ヴァルキリープロファイル（カシェル、ロイ）
- 金田一少年の事件簿3 青龍伝説殺人事件（金田一一）
- トランスフォーマー ビーストウォーズメタルス64（エアラザー）

2000年
- アンジェリーク トロワ（感性の教官セイラン）
- ストリートファイターEX3（ケン）
- MARVEL VS. CAPCOM 2 NEW AGE OF HEROES（ケン）

2002年
- SILVER CHAOS（ヴェルナー）

2003年
- アンジェリーク エトワール（聖獣の緑の守護聖セイラン）
- SUNRISE WORLD WAR Fromサンライズ英雄譚（桃矢、橘）
- 新世紀エヴァンゲリオン2（相田ケンスケ、ケンスケパパ）
- 遊☆戯☆王デュエルモンスターズ8 破滅の大邪神（闇マリク）

2004年
- アークザラッドジェネレーション（アレク）
- CAPCOM FIGHTING Jam（ガイ）
- SILVER CHAOS2（リオン）

2005年
- 新世紀エヴァンゲリオン 鋼鉄のガールフレンド2nd（相田ケンスケ）※PS2版
- NAMCO x CAPCOM（凱、ケン・マスターズ）
- ふしぎ遊戯 玄武開伝 外伝 鏡の巫女（虚宿）
- Little Aid（匣耕介）

2006年
- ヴァルキリープロファイル レナス（カシェル、ロイ）
- シークレット オブ エヴァンゲリオン（相田ケンスケ）
- 新世紀エヴァンゲリオン 鋼鉄のガールフレンド 特別編（相田ケンスケ、浅利ケイタ、黒服A、鉄道公安員）※PS2版
- 新世紀エヴァンゲリオン2 造られしセカイ -another cases-（相田ケンスケ、ケンスケパパ）
- テイルズ オブ デスティニー（バッカス）※PS2版

2007年
- シークレット オブ エヴァンゲリオン ポータブル（相田ケンスケ）
- 新世紀エヴァンゲリオン バトルオーケストラ（相田ケンスケ）※PS2版
- 名探偵エヴァンゲリオン（相田ケンスケ）
- 悠久ノ桜（水樹結）

2008年
- ふしぎ遊戯 朱雀異聞（虚宿）
- 遊☆戯☆王ゼアル デュエルターミナル（闇マリク）

2009年
- ヱヴァンゲリヲン:序（相田ケンスケ）
- 新世紀エヴァンゲリオン 鋼鉄のガールフレンド2nd ポータブル（相田ケンスケ）
- 新世紀エヴァンゲリオン 鋼鉄のガールフレンド 特別編 ポータブル（相田ケンスケ、浅利ケイタ、黒服A、鉄道公安員）
- 新世紀エヴァンゲリオン バトルオーケストラ PORTABLE（相田ケンスケ）
- ふしぎ遊戯DS（虚宿）

2010年
- TAKUYO Mix Box 〜ファーストアニバーサリー〜（匣耕介）

2011年
- ラブラブ天使様〜アンジェリーク〜（セイラン）

2012年
- SDガンダム GGENERATION OVER WORLD（ギリ・ガデューカ・アスピス〈鋼鉄の7人〉）
- ヒーローズファンタジア（橘あすか）
- 魔法少女まどか☆マギカ ポータブル（鹿目知久）

2015年
- 忍たま乱太郎 ふっとびパズル!の段（鬼蜘蛛丸）

2016年
- 遊☆戯☆王デュエルモンスターズ 最強カードバトル！（マリク・イシュタール）

2017年
- 遊戯王 デュエルリンクス（2017年 - 2025年、闇マリク、マリク・イシュタール）

2022年
- 機動戦士ガンダム エクストリームバーサス2（2022年 - 2025年、ギリ・ガデューカ・アスピス） - 3作品

2023年
- 実況パワフルプロ野球（闇マリク）

2025年
- 魔法少女まどか☆マギカ Magia Exedra（鹿目知久）
- アクウギャレット EXA LABEL（ジョニー・クローバー）

### ドラマCD
- アオゾラのキモチ－ススメ－（野島、掲示板2）
- 愛と欲望の金融街（藤芝遼太郎）
- アークザラッドIII マーシアの決意（アレク）
- アナトゥール星伝 金の砂漠王（バーディア、シュラ王子）
- ウブI、II（鷹秋亮）
- お嬢様特急（高杉輝）
- 餓沙羅鬼見聞録 CD4／出発（北沢淳）
- Café吉祥寺でシリーズ（栗原太郎）
- 機工魔術士-enchanter-（ヒルブレヒト）
- 危険がいっぱい!（田中与志）
- キッシーズ（中谷昌宏）
- 金田一少年の事件簿 死神病院殺人事件（捜査員）
- 銀の勇者（カイト）
- 月齢15－不穏分子定数－2－聖戦－（円修治）
- 恋する天使アンジェリークオリジナルドラマCD 〜聖獣編〜（聖獣の緑の守護聖セイラン）
- 恋するベクトル（西川諒太）
- 恋のリスクは犯せない（藤芝遼太郎）
- ゴーゴー僕たち（野田一樹）
- 午前0時・愛の囁き（藤芝遼太郎）
- コンプレックス・ハート
- 叫んでやるぜ!シリーズ（久江南夏也）
- ストリートファイターEX ドラマCD（ケン）
- GファンタジーコミックCDコレクション ファイアーエムブレム暗黒竜と光の剣（ロシェ）
- SILVER CHAOS〜終わりなき旅〜（ヴェルナー）
- ジャングルはいつもハレのちグゥ ビーフ（ウィグル）
- ジャングルはいつもハレのちグゥ チキン（ウィグル）
- S.A.P
- スクライド サウンド・エディション（橘あすか、江上くん）
- スクライド設定資料集特典ドラマCD（橘あすか[40]）
- 世紀末★ダーリン（堤将行）
- 聖ルミナス女学院スクールデイズ（木島海平）
- そりゃもう愛でしょう（黒川睦月）
- 大都会にほえろ〜電波ジャック乱入事件〜（ラジオパーソナリティ）
- TARAKOぱっぱらパラダイス（トット）
- TOKYOジャンク（岡本柾）
- 東京魔人學園 妖都鎮魂歌（狭霧護）
- 眠り姫Age
- 覇王大系リューナイト ブラボー砦の決闘（兵隊C）
- HELLO!!DOCTOR（水島祐也）
- ファイアーエムブレム 黎明編/紫嵐編（マリク）
- ファルコムクラシックス オリジナルCDドラマ「イースI/女神の記憶」（ルタ）
- フォーチュン・クエスト　バイト編（クリフト）
- ふたりエッチ（山田拓）
- ボイスシアターシリーズ１ ゆく河の流れ
- ぽっぷるメイルパラダイス4,5 （トット）
- 本気で欲しけりゃモノにしろ・伝心パスワード（三紀和彦）
- バーヴェリアン四重奏3（徳兵衛、桜の子）
- ハイスクール・オーラバスター（里見十九郎）
- ハイスクール・オーラバスター REUNION-0 空葬の章 （里見十九郎・ボイスゲスト）
- ふしぎ遊戯（角宿）
- ふしぎ遊戯 玄武開伝（虚宿）
- 平成タイムボカンカエッテキタマン（牛若丸）
- 魔法少女ファンシーCoCo（ライム）
- 無敵なあの子（館野友生）
- ゆうきまさみ文化学院 鉄腕バーディー CDシネマスペシャル（千川つとむ）
- レディイノセント（ジョイス）
- 浪漫倶楽部（火鳥泉行）
- 聖刻覇伝 ラシュオーンの嵐（アーディー・アシュビン）
- ONE×3（赤羽兄）
- ワンダーBOY〜My Dear Wonder〜 （小松原克己）

### 吹き替え

#### 映画
- インディ・ジョーンズ/最後の聖戦（インディアナ・ジョーンズの青年時代〈リヴァー・フェニックス〉）※テレビ朝日版
- エンド・オブ・ステイツ（トラヴィス〈フレデリック・シュミット〉[41]）
- ディープエンド・オブ・オーシャン（ヴィンセント・カッパドーラ〈ジョナサン・ジャクソン〉）
- クイック&デッド（盲目の少年）
- サイバーネット（ジョーイ〈ジェシー・ブラッドフォード〉）
- 鉄の顔を持つ男
- 南部の風（ウィリー）
- ラピッド・ファイアー（中国人の青年）※テレビ朝日版

#### ドラマ
- アボンリーへの道（ルイ）
- ER緊急救命室
  - シーズン3（ウィリアム〈クリス・エドワーズ〉）
  - シーズン6 #5（ハウイー〈パトリック・レナ〉）
  - シーズン7 #19（トミー）
  - シーズン11（ロベルト・ロザレス〈ジェレミー・レイ・バルデス〉）
- お騒がせ!ツイスト一家（ピート・ツイスト）
- スタートレック:ディープ・スペース・ナイン（ノーグ）
- 捜査官クリーガン（クレイヴ）
- タイムマシーンにお願い（少年時代のサム・ベケット）
- どこかでなにかがミステリー（ザック）
- フルハウス（スコット、ジェイソン）
- 愉快なシーバー家（マイク・シーバー〈カーク・キャメロン〉）
- フラーハウス シーズン5 #8（カーク・キャメロン）

#### アニメ
- インヴェイジョンUSA（ジム・ベイリー）
- X-MEN（リーチ）
- ターザン（フリント）
  - ターザン (TVシリーズ)
- ビーストウォーズ 超生命体トランスフォーマー（エアラザー）
  - CG版ビーストウォーズ 激突! ビースト戦士（エアラザー）
  - ビーストウォーズメタルス 超生命体トランスフォーマー（エアラザー）
  - ビーストウォーズ 超生命体トランスフォーマー アゲイン（エアラザー）
- ヘラクレス（少年）

### 実写
- ヴォイスアクター2
- オトメイトパーティー♪ in メルパルクホール（2008年5月24-25日）Live DVD ※収録は24日の回のみ。
- ネオロマンスライヴシリーズ
- アンジェリークTwinコレクション7
- 選挙戦略勉強会Vol.7 現役声優が教える！選挙演説講座

### 特撮
- 超力戦隊オーレンジャー（1995年、バラピノキラー / ピノキオの声）

### Web
- 岩男潤子のSweet Tweet Time（スカイクラッドTV ニコニコ生放送、2011年5月17日ゲスト）
- 岩男潤子のSweet Tweet Time 浴衣祭り!第2弾!&真夏の怪談ライブ!（スカイクラッドTV ニコニコ生放送、2011年8月21日ゲスト）
- 岩永哲哉とジェーニャの「情熱教室」（ニコニコ生放送、2012年2月11日スタート）

### ラジオ
- おしゃべりスワン
- KADOKAWA電波マガジン 岩永哲哉と岡村明美のASUKA→JAM（TOKYO FM系全国ネット 1997年10月 - 1998年）
- 聖ルミナス女学院
- 電撃大賞
- ゆうきまさみ文化学院
- ラジオの世界エルハザード てっちゃん・えっちゃんよよいの夜!!
- Cafe吉祥寺で会いましょう

### 書籍
- 神秘の世界エルハザード運命のアガスティア
- 声優ヒストリー
- 料理の哲人
- ティファニーと見た夢（ボイスアニメージュVol5）
- アンジェリークラブラブ通信
- スクライド3巻（インタビュー）
- コスBON Fantasy Vol.1（インタビュー）

### CM
- 角川スニーカー文庫
- めちゃ×2イケてるッ!2008年11月1日放送分のTVスポット
- 遊☆戯☆王デュエルモンスターズ6エキスパート2（マリク）
- 名古屋モード学園
- 赤城高原牧場クローネンベルク
- 徳間書店少年キャプテン

### その他
- 声♥遊倶楽部
- とんねるずの生でダラダラいかせて!!
- あらびき団
- 特撮王国SPECIAL
- アニメのキカク（ひかりTV2012年7月20日放送）
- 藤 光希 Live 〜Fall in Summer〜（2012年9月2日） - 朗読

### シリーズ一覧
1. ↑  『クロスブースト』（2022年）、『オーバーブースト』（2023年）、『インフィニットブースト』（2025年）

### 初出話一覧
1. ↑  33シリーズ 第17話初出